# La magia de Broadway
La magia de Broadway es una obra musical de estética minimalista que repasa las canciones más célebres de los musicales estadounidenses más importantes estrenados en España en los últimos años.

## Historia
Obra musical estrenada en octubre de 2000. Producida y dirigida por Luis Ramírez, y dirigida musicalmente por Alberto Quintero con el piano como único instrumento en escena. Supuso el estreno en el mundo de los musicales de Marta Sánchez y Serafín Zubiri, artistas de consolidadas carreras musicales. También formaron parte del reparto artistas en ese momentos desconocidos y que ahora son muy reconocidos como: Carlos Marín (del grupo Il Divo), Geraldine Larrosa, Beatriz Luengo (UPA Dance) o Luis Amando.

## Otros créditos
- Dirección Musical: Alberto Quintero
- Piano: Alberto Quintero.

- Datos: Q5964169